# Pristigaster
Pristigaster – rodzaj ryb promieniopłetwych z rodziny Pristigasteridae.

## Rozmieszczenie geograficzne
Do rodzaju należą gatunki występujące w słodkich wodach Niziny Amazonki (Kolumbia, Ekwador, Brazylia i Peru)

## Morfologia
Długość ciała do 14,5 cm; brak szczegółowych danych dotyczących masy ciała.

## Systematyka
Rodzaj zdefiniował w 1816 roku francuski przyrodnik Georges Cuvier w publikacji własnego autorstwa zatytułowanej Królestwo zwierząt podzielone według budowy, stanowiące podstawę historii naturalnej zwierząt i wprowadzenie do anatomii porównawczej. Gatunkiem typowym jest (późniejsze oznaczenie) P. cayanus.

### Etymologia
Pristigaster: gr. πριστος pristos ‘ząbkowany, przecięty’, od πριστηρ pristēr, πριστηρος pristēros ‘piła’, od πριω priō ‘piłować’; γαστηρ gastēr, γαστρος gastros ‘brzuch’.

### Podział systematyczny
Do rodzaju należą następujące gatunki:
- Pristigaster cayana Cuvier, 1829
- Pristigaster whiteheadi Menezes & de Pinna, 2000